# Katria katria
Genre
Espèce
Synonymes
- Ptychochromoides katria
 Reinthal & Stiassny, 1997

Statut de conservation UICN

 EN B1ab(iii) : En danger
Katria katria est une espèce de poissons de la famille des Cichlidae endémique de Madagascar. Elle est l'unique représentante du genre Katria (monotypique).

## Description
Katria katria mesure jusqu'à 12,7 cm.